# Alvier
De Alvier of Alvierbach is een bergrivier in Vorarlberg (Oostenrijk). De rivier stroomt door het Brandnertal en de gemeente Brand naar de Ill. 
Het water van de Alvier heeft drinkwaterkwaliteit. Dit is een goede omstandigheid voor zeeforellen en regenboogforellen om daarin te leven.